# Barbara Ronchi
Barbara Ronchi (n. 22 iunie 1982, Roma, Italia) este o actriță italiană.

## Biografie
Născută la Roma, fiica unui litograf și a unei femei casnice, Ronchi a absolvit științele istorice și arheologice și a studiat actoria la Accademia Nazionale di Arte Drammatica Silvio D'Amico.

## Carieră
Și-a început cariera pe scenă, unde a lucrat cu Fausto Paravidino, Carlo Cecchi și Valerio Binasco. Și-a făcut debutul în film în 2010, în drama La città invisibile.
În 2023, pentru interpretarea sa din filmul Settembre din 2022, Ronchi a primit premiul David di Donatello pentru cea mai bună actriță. În același an, a primit premiul Nastro d'Argento pentru cea mai bună actriță pentru interpretarea din filmul lui Marco Bellocchio, Kidnapped, și a fost nominalizată pentru cea mai bună actriță la Premiile Leul Ceh pentru rolul Il Boemo.

## Filmografie

### Filme de cinema
| An   | Titlu                         | Rol                       | Note               |
| ---- | ----------------------------- | ------------------------- | ------------------ |
| 2010 | La città invisibile           | Lucilla                   |                    |
| 2013 | Miele                         | Sandra                    |                    |
| 2016 | Visuri dulci                  | mama lui Massimo          |                    |
| 2017 | Couch Potatoes                | Annalisa                  |                    |
| 2017 | Tito e gli alieni             | Soția profesorului        |                    |
| 2019 | Tomorrow's a New Day          | Caterina                  |                    |
| 2019 | I'm Not a Killer              | Vittoria                  |                    |
| 2019 | Sole                          | Bianca                    |                    |
| 2019 | Tornare                       | Virginia                  |                    |
| 2020 | Bad Tales                     |                           |                    |
| 2020 | Padrenostro                   | Gina Le Rose              |                    |
| 2020 | Everything's Gonna Be Alright | Fiorella                  |                    |
| 2021 | Mondocane                     | Katia                     |                    |
| 2021 | Io sono Babbo Natale          | Laura                     |                    |
| 2022 | Settembre                     | Francesca                 | David di Donatello |
| 2022 | Sulle nuvole                  | Francesca                 |                    |
| 2022 | Il Boemo                      | Caterina Gabrielli        |                    |
| 2022 | Still Time                    | Alice                     |                    |
| 2023 | Kidnapped                     | Marianna Padovani Mortara | Nastro d'Argento   |
| 2023 | Non riattaccare               | Irene                     |                    |
| 2023 | Santocielo                    | Giovanna                  |                    |
| 2024 | Dieci minuti                  | Bianca Bevilacqua         |                    |
| 2024 | Copilul din tren              | Derna                     |                    |

### Filme de televiziune
| An        | Titlu                                  | Rol             | Note        |
| --------- | -------------------------------------- | --------------- | ----------- |
| 2012      | La Certosa di Parma                    | Cecchina        |             |
| 2016      | In arte Nino                           |                 |             |
| 2018      | La linea verticale                     | Elisa           | 8 episoade  |
| 2018      | Romanzo famigliare                     | Denise          |             |
| 2019–2022 | Imma Tataranni - Sostituto procuratore | Diana De Santis | 14 episoade |
| 2020      | Luna Nera                              | Antalia         | 6 episoade  |
| 2022      | Vostro onore                           | Sara Vichi      | Miniserie   |